# Kilauea Iki
Kilauea Iki —en español «Pequeño Kilauea»— es un cráter secundario situado al lado del cráter principal Halema'uma'u, en la cumbre del volcán Kilauea.

## Morfología
Tiene forma de caldera de paredes abruptas. Tiene 3 km de longitud en la dirección este-oeste, 1'5 km de anchura en dirección norte-sur y una profundidad de 244 m. En su extremo occidental se abre hacia la caldera principal, y allí se encuentra el cono de escorias Pu'u Pua'i, creado en la erupción de 1959. Su fondo actual es la superficie del lago de lava, hoy solidificado, que llenó la caldera en varios eventos durante la erupción.

## Erupciones históricas

### Erupción en elsigloXV
Hacia mitad del siglo XV tuvo lugar una importante erupción. Los datos obtenidos mediante datación por radiocarbono arrojan una fecha de inicio ca 1945 y una duración aproximada de 50 años. La lava fue canalizada a través de tubos de lava, y cubrió gran parte del actual distrito de Puna. Fue presenciada por los primeros pobladores hawaianos, a quienes inspiró el mito de ʻAilāʻau, que en idioma hawaiano significa "devorador de bosques".

### Erupción de 1959
En agosto de 1959, un enjambre de terremotos profundos fue detectado por el Observatorio Hawaiano de Volcanes. En octubre los sismógrafos indicaron que la cumbre del Kilauea se estaba llenando de nuevo magma. Entre septiembre y noviembre más de 1000 terremotos fueron detectados. El 14 de noviembre, la actividad creció en forma de magma e hizo su camino a la superficie y estalló a las 8:08 p. m., hora local. Una fisura se abrió a través de la pared sur de Kilauea Iki y comenzó a llenar el cráter con un lago de lava. Una fuente de lava fue arrojando lava a 60-80 metros de altura hasta el 17 de noviembre. Esto formó un cono de ceniza nuevo, llamado Puʻu Puaʻi (colina chorro).

## Fuente de lava
Algunas de las piezas más impresionantes de la erupción fueron las fuentes de la lava que fluía de Pu u Pua'i. Al 17 de noviembre, la fuente estaba llegando a 60-80 metros de altura, con ráfagas ocasionales de hasta 180 metros. La fuente creció a más de 320 metros al 18 de noviembre. El 21 de noviembre, el lago de lava fue más de un metro de profundidad sobre la rejilla de ventilación causando ondulaciones en la superficie del lago de lava, causando que la lava rompiera como las olas en una playa de una costa. El 21 de noviembre a las 7:25 p. m., hora local, la fuente fue de 210 metros de altura a unas pocas burbujas de gas en menos de 40 segundos. Algunas de las fuentes fueron extraordinariamente altas, llegando a casi 580 m (1900 pies), entre las más altas jamás registradas.

## Lavas residuales
El primer episodio tuvo 31 millones de metros cúbicos de flujo de lava en el Kilauea Iki con 1 millón de metros cúbicos de drenaje hacia atrás. Durante los siguientes episodios, un total de 71 millones de metros cúbicos de lava fue expulsado durante la erupción de un mes de duración que se detuvo el 20 de diciembre de 1959. Sólo 8 millones de metros cúbicos de lava se mantuvieron, 63 millones de metros cúbicos de lava se agotó de nuevo en el depósito de magma Kilauea. A menudo, la lava residual tiene una mayor fluidez que en las erupciones.

## Hechos
El 15 de diciembre, el mayor flujo de lava se midió en 1,45 millones de metros cúbicos por hora. Con cada llenado y vaciado del lago de lava, un ’borde negro "se formó a lo largo del borde del cráter que ahora es 15-60 metros de ancho y 15 metros de alto.
Durante la erupción secundaria, un torbellino gigante en el sentido de las agujas del reloj se formó.

## Turismo

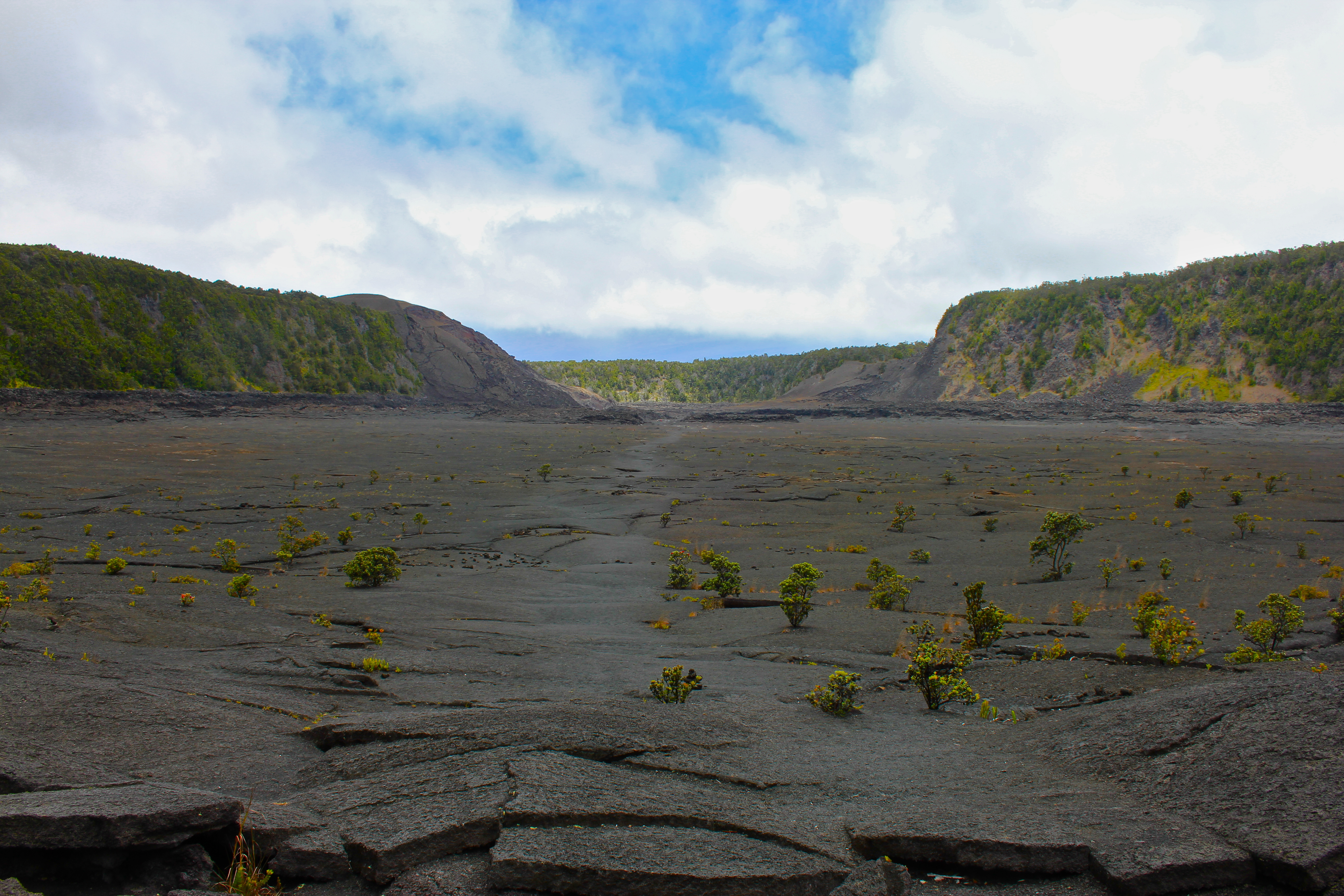
Sendero Kilauea Iki, Parque Nacional de los Volcanes.

Los conductores pueden ver el Kilauea Iki desde un punto de observación o el estacionamiento del comienzo del sendero. Actualmente, los huéspedes pueden caminar a través de Kilauea Iki de Byron Ledge que tiene vistas al cráter, así como caminando por el suelo del cráter en lo que alguna vez fue un lago de lava. Incluso después de 50 años, la superficie está todavía caliente al tacto. El agua de lluvia se filtra en las grietas y hace contacto con la roca muy caliente y el vapor a continuación se emite desde las grietas de la superficie. El vapor de agua y algunas rocas son lo suficientemente caliente como para causar fuertes quemaduras.